# 紅帶鸚竺鯛
紅帶鸚竺鯛（學名：Ostorhinchus victoriae），又稱紅帶鸚天竺鯛，為輻鰭魚綱鈎頭魚目天竺鯛科鸚竺鯛屬的其中一個種。
分布於東印度洋澳洲海域，水深2至3公尺，本魚體延長而側扁，眼大，口大略下位，前鰓蓋骨邊緣鋸齒狀的，前鰓蓋骨脊平滑，體色白色，體側有數紅棕色縱帶，胸鰭基部黑色，尾鰭基部有一黑色圓斑，背鰭2個，尾鰭叉形，背鰭硬棘8枚；背鰭軟條9枚；臀鰭硬棘2枚； 臀鰭軟條8枚，體長可達8公分，棲息於珊瑚礁區，成群游動，白天躲藏洞穴中，夜間出來覓食，屬肉食性，以多毛類或其它底棲甲殼類為食。繁殖期時，雄魚具有口孵習性，卵約7日化成仔魚，由雄魚吐出，具短暫的仔魚飄浮期，生活習性不明